# Tálknafjarðarhreppur

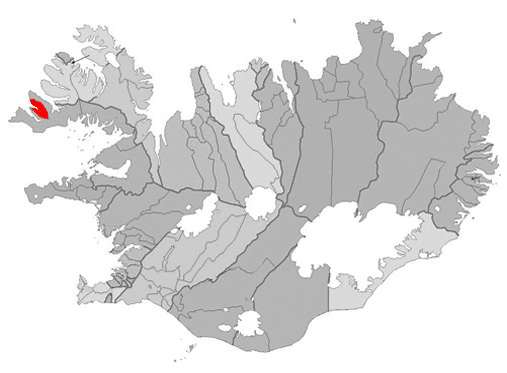

Tálknafjarðarhreppur är en kommun i regionen Västfjordarna på Island. Folkmängden är 255 (2022).